# Vingt-cinq Ans de bonheur
Pour plus de détails, voir Fiche technique et Distribution.
Vingt-cinq Ans de bonheur est un film français de René Jayet sorti en 1943.

## Synopsis
M. Castille, apprend le même jour qu'il est le père d'une jeune fille et celui qu'il croyait être son fils est né d'une liaison de sa femme avec un autre homme.

## Fiche technique
- Réalisation : René Jayet
- Scénario : Jean-Paul Le Chanois
- Décors : Guy de Gastyne
- Photographie : Charlie Bauer
- Montage : Marguerite Beaugé
- Musique : Louis Sédrat
- Son : Georges Leblond
- Société de production : Continental-Films
- Pays de production :  France
- Format : Noir et blanc - 1,37:1 - 35 mm - Son mono
- Genre : Comédie
- Durée : 80 minutes
- Date de sortie : 
  - France : 25 mai 1943[1]

## Distribution
- Denise Grey : Élisabeth Castille
- Jean Tissier : Gabriel Castille
- Annie France : Florence
- André Gabriello : Blondel
- Tania Fédor : Marguerite
- Noël Roquevert : Monsieur Barbier
- André Reybaz : André Castille
- Rosine Luguet : Madeleine Barbier
- Jeanne Fusier-Gir : Tante Béatrice
- Marcelle Monthil : Tante Lucie
- Marcelle Rexiane : Madame Barbier
- Georges Chamarat : Bijou
- Guillaume de Sax : Népomucène Flavigny
- Huguette Vivier : Léonie